# デメリット
| ウィキペディアには「デメリット」という見出しの百科事典記事はありません（タイトルに「デメリット」を含むページの一覧/「デメリット」で始まるページの一覧）。 代わりにウィクショナリーのページ「デメリット」が役に立つかもしれません。 |